# Bonanni (famiglia abruzzese)
La famiglia Bonanni, baroni di Ocre, è una famiglia nobile abruzzese.

## Storia
Diversi autori (come ad esempio l'Annuario della nobiltà italiana, il Crollalanza, il Palizzolo Gravina, De Spucches, Libro Della Nobiltà Italiana Collegio Araldico Roma 1933-36) ritengono che la famiglia, tuttora fiorente, derivi dai Bonanno di Sicilia, che avevano lo stesso stemma (d'oro al gatto passante di nero), ma ancora non vi è certezza perché, secondo un'altra teoria, sarebbero autoctoni dell'Abruzzo. Secondo la numerazione dei fuochi del 1508 di Ocre, presente nell'archivio di L'Aquila, il capostipite fu infatti Bonanno, il quale trasmise il cognome a suo figlio Gaspare Bonanni, primo membro della famiglia nel governo cittadino della città di L'Aquila, nella quarta piazza, non nobiliare e primo patrizio della casata come mostrato nelle Riformagioni aquilane del 26 aprile 1590. Ciò fa di Bonanno il primo a portare tale cognomizzazione in Abruzzo. Con il Concilio di Trento, riunitosi tra il 1545 e il 1563, si sancì infatti l'obbligo per i parroci di tenere un registro ordinato dei battesimi con nome e cognome, per evitare matrimoni tra consanguinei (anche se alcune parrocchie redigevano tali atti già prima del concilio e alcune famiglie avevano un cognome anche in precedenza). Divenne così obbligatorio l’uso del cognome, proprio per apporre sui registri nome e cognome dei bambini battezzati.
I Bonanni, furono i principali protagonisti della guerra civile che visse la città dell'Aquila tra il 1623 e il 1637, che li vide alleati alla famiglia Testone in costante conflitto con le famiglie Alferi, Quinzi e Rivera. La contesa terminò con la pace, siglata nel 1626, che impose la vendita della terra di Ocre da Alessandro Pica, che era barone di quella terra, ad Andrea Bonanni, che in virtù dell’acquisto ne divenne  barone. Poco dopo ripresero gli scontri tra le fazioni e vi persero la vita Alessandro Testone e, ancora dopo, nel 1637, il detto Andrea Bonanni (figlio di Gaspare), già Camerlengo della Città e primo barone d’Ocre in sua famiglia.
La casata ebbe tre sindaci a L'Aquila, uno a Tocco da Casauria, un ministro di grazia e giustizia durante il regno delle Due Sicilie di Ferdinando II di Borbone, uno scrittore (con oltre trecento pubblicazioni presenti nel catalogo del servizio bibliotecario nazionale - OPAC), un drammaturgo e poeta (come riportato dall'enciclopedia Treccani), un pittore, un arcidiacono sepolto nel Duomo di San Massimo a L'Aquila, un critico d'arte (nonché scrittore e giornalista).

## Feudi e dimore
I Bonanni ebbero beni e terreni in Abruzzo e furono feudatari di Castel Frentano (già Castelnuovo), Crecchio, Forca di Penne e Ocre (compreso il castello normanno), con palazzi a Napoli, Tocco da Casauria e L'Aquila, con il quattrocentesco Palazzo Cipolloni Cannella, precedentemente Palazzo Bonanni, e il cinquecentesco Palazzo Lucentini Bonanni.

## Membri principali
- Andrea, Giovanni e Teodoro Bonanni, sindaci dell'Aquila rispettivamente nel 1628, 1708 e dal 1850 al 1853;
- Cesidio Bonanni d'Ocre, ministro, giudice e politico del Regno delle Due Sicilie, che firmò la Costituzione siciliana del 1848 (ufficialmente Statuto fondamentale del Regno di Sicilia);
- Cesidio "Cedino" Bonanni d'Ocre, sindaco di Tocco da Casauria dal 1885 al 1890; ricordato nel 1897 dall'allora consiglio comunale per benemerenze pubbliche, collocò all'esterno del palazzo municipale una lapide che ricorda la costruzione del ponte sul fiume Pescara, opera necessaria e utile per collegare Tocco con la stazione ferroviaria, per favorire lo sviluppo commerciale e della vita economica e sociale del paese;
- Luigi Bonanni d'Ocre, pittore;
- Michele Bonanni d'Ocre, drammaturgo e poeta;
- Bernardino, 25° arcidiacono sepolto nel Duomo di San Massimo, oggi cattedrale metropolitana dei Santi Massimo e Giorgio, ricordato da una lapide all'interno della cattedrale stessa;
- Giorgio de Marchis Bonanni d'Ocre, critico d'arte, scrittore e giornalista istitutore, nel 2004, dell'omonima fondazione.